# Phanaeus vindex
Phanaeus vindex, gândacul scarabeu, este o insectă din ordinul coleopterelor, care se hrănește cu excremente.